# Frank Gatski
Frank Gatski, detto Gunner (Farmington, 18 marzo 1921 – Morgantown, 22 novembre 2005), è stato un giocatore di football americano statunitense che ha giocato nel ruolo di centro per la maggior parte della carriera con i Cleveland Browns nella All-America Football Conference e nella National Football League (NFL). È stato inserito nella Pro Football Hall of Fame nel 1985.

## Carriera professionistica
Dopo la laurea, Gatski fece un provino per i Cleveland Browns, una squadra della nuova AAFC. Nei suoi primi dua anni giocò come linebacker e come centro di riserva, prima di diventare stabilmente il centro titolare nella sua terza stagione. Coi Browns vinse tutti i 4 campionati che la AAFC disputò prima di fondersi con la NFL. Anche lì i Browns, con Gatski impegnato a bloccare per il quarterback Otto Graham e il fullback Marion Motley, continuarono a dominare vincendo tre campionati NFL nel 1950, 1954 e 1955. Dopo il ritiro di Graham la squadra faticò e nel 1956 concluse la prima stagione con un record negativo della sua storia. L'ultima stagione della carriera la passò coi Detroit Lions con cui vinse l'ottavo campionato della carriera battendo in finale proprio i Browns. Si ritirò nel 1958, senza aver mai saltato un solo allenamento o una partita in tutta la carriera.

## Palmarès
- (4) Campione NFL (1950, 1954, 1955, 1957)
- (4) Campione AAFC (1946, 1947, 1948, 1949)
- (4) All-Pro (1951, 1952, 1953, 1955)
- (2) Pro Bowl (1954, 1955)
- Numero 72 ritirato dai Marshall Thundering Herd
- Pro Football Hall of Fame (classe del 1985)